# Acier (Schriftart)
Die Schriftart Acier (zu dt. Stahl) wurde von dem französischen Schriftgestalter Cassandre (Adolphe-Jean Mouron) um 1930 entworfen und von der Schriftgießerei Deberny & Peignot vertrieben. Die Schriftart wird insbesondere von Zeitungen und Zeitschriften im französischsprachigen Raum für Überschriften verwendet. 

## Entstehung und Verwendung
Die Schrift Acier gilt als französische Antwort auf die von Paul Renner gestaltete Futura und ist von der Schriftart Bifur beeinflusst. Es ist die zweite von Mouron gestaltete Schrift. Die Acier ist eine serifenlose Grotesk. Alle Versionen der Schriftart sind Majuskelschriften. Auffällig sind die beiden Zwei-Farben-Versionen der Schrift, die es in den Ausführungen schwarz-weiß und grau-weiß gibt.

## Klassifikation der Schrift
- Nach DIN 16518 kategorisiert man die Acier in der Gruppe VI – Serifenlose Linear-Antiqua
- Hans Peter Willberg würde sie in seiner Klassifikationsmatrix als statische Grotesk einordnen